# Isstock vid olympiska vinterspelen 1936
Vid olympiska vinterspelen 1936 i Garmisch-Partenkirchen var isstock demonstrationssport för första gången. Sporten presenterades som en konkurrent till curling.
Tävlingarna hölls den 9 och den 10 februari 1936 på Riessersee. De invigdes av Dr Karl Ritter von Halt, ordförande av organisationskommittén för spelen i Garmisch-Partenkirchen. Sammanlagt 52 idrottare deltog i tävlingarna från tre nationer.

## Resultat

### Singel långskott herrar
| Placering | Land            | Idrottare              | Längd |
| --------- | --------------- | ---------------------- | ----- |
| Guld      | Österrike       | Georg Edenhauser       | 154,6 |
| Silver    | Österrike       | Friedrich Mosshammer   | 145,0 |
| Brons     | Tyskland        | Ludwig Retzer          | 144,6 |
| 4         | Tyskland        | Ferdinand Erb          | 140   |
| 5         | Österrike       | Anton Schaffernack     | 139,8 |
| 6         | Tyskland        | Max Pfeffer            | 137,6 |
| 7         | Tyskland        | Lorenz Kollmannsberger | 127,6 |
| 8         | Tjeckoslovakien | Karl Wolfinger         | 107,0 |
| 9         | Österrike       | August Ischepp         | 102,0 |

Datum: 9 februari 1936
Tävlingen startade klockan 9:30, och kunde spelas under goda väderförhållanden. Temperaturen på isen var från -14 till -5 ° C. Det hade registrerats cirka 12 idrottare, varav nio faktiskt deltog i tävlingen och kunde komma in i resultatlistan. Varje idrottsman hade tre skott, varav det längsta räknades i resultaten.

### Singel målskott herrar
| Placering | Land            | Idrottare         | Ringar/Skott | Summa |
| --------- | --------------- | ----------------- | ------------ | ----- |
| Guld      | Österrike       | Ignaz Reiterer    | 1-0-9-0-5    | 15    |
| Silver    | Tyskland        | August Brunner    | 0-0-0-0-9    | 9     |
| Brons     | Tjeckoslovakien | Karl Wolfinger    | 0-0-0-9-0    | 9     |
| 4         | Österrike       | Franz Lawugger    | 0-0-9-0-0    | 9     |
| 5         | Österrike       | Josef Kalkschmid  | 0-9-0-0-0    | 9     |
| 6         | Tyskland        | Hans Moser        | 0-0-0-5-0    | 5     |
| 7         | Österrike       | Josef Marx        | 0-0-3-1-0    | 4     |
| 8         | Tyskland        | Hans Bielmeier    | 0-0-0-3-0    | 3     |
| 9         | Tjeckoslovakien | Friedrich Arnhold | 0-0-0-1-0    | 1     |
| 10        | Tjeckoslovakien | Hans Großmann     | 0-1-0-0-0    | 1     |

Datum: 10 februari 1936
Tävlingen inleddes klockan 13:00. Vädret var sämre än tidigare dagar. Med kraftiga snöfall, begränsad sikt och hård vind. Temperaturerna på isen uppgick till -4 ° C. Av 12 registrerade deltagare från tre länder kunde bara tio i ställa upp. Tysken Jacob Eisch och tjeckoslovakiske Fredrik Czernich kunde inte lägga ett enda skott.

### Lag herrar
| Placering | Land               | Klubb      | Idrottare                                                                           | Matcher | Poäng   | Slutnot |
| --------- | ------------------ | ---------- | ----------------------------------------------------------------------------------- | ------- | ------- | ------- |
| Guld      | Österrike I        | Tirol      | Wilhelm Silbermayr Anton Ritzl Otto Ritzl Wilhelm Pichler Rudolf Rainer             | 6:1     | 154:75  | 2,053   |
| Silver    | Tyskland III       | Miesbach   | Georg Redel Ferdinand Erb Johann Eibach Josef Lenz Alois Dirnberger                 | 3,5:3,5 | 157:86  | 1,825   |
| Brons     | Österrike II       | Steiermark | Josef Hödl-Schlehofer Johann Mrakitsch Rudolf Wagner Friedrich Schieg Hubert Lögler | 6:1     | 141:90  | 1,567   |
| 4         | Tyskland II        | Straubing  | Ludwig Holzer Franz-Xaver Bachl Hans Bielmeier Albert Karl Georg Kronfeldner        | 3:4     | 125:100 | 1,250   |
| 5         | Tyskland I         | Zwiesel    | Wolfgang Röck Jakob Eisch Max Pfeffer Kurt Pfeffer Hermann Fuchs                    | 3,5:3,5 | 95:119  | 0,798   |
| 6         | Österrike III      | Kärnten    | Josef Hafner Isidor Waitschacher Josef Kleewein Paul Begrusch Josef Maierbrugger    | 3:4     | 111:142 | 0,782   |
| 7         | Tjeckoslovakien I  | ...        | Karl Wolfinger Friedrich Brave Friedrich Feistner Friedrich Arnhold                 | 3:4     | 100:135 | 0,741   |
| 8         | Tjeckoslovakien II | ...        | Hans Bernhardt Rudolf Kopal Hans Großmann Alfred Hein Otto Hanff                    | 0:6     | 62:198  | 0,313   |

Datum: 9 februari 1936
Tävlingen inleddes vid klockan 13:00. Där deltog åtta lag med sammanlagt 40 deltagare från tre länder. Vädret var mycket bra, det var vindstilla och molnfritt. Temperaturen på isen var -10 ° C.
Matcher
| - Österrike I - Tyskland II 23:14 - Österrike I - Tjeckoslovakien I 27:12 - Österrike I - Tyskland I 21:3 - Österrike I - Österrike II 10:18 - Österrike I - Tyskland II 18:15 - Österrike I - Tjeckoslovakien II 21:10 - Österrike I - Österrike III 34:3 - Tyskland III - Tyskland I 15:15 - Tyskland III - Österrike III 34:5 - Tyskland III - Österrike II 19:20 | - Tyskland III - Tjeckoslovakien II 36:7 - Tyskland III - Tyskland II 6:18 - Tyskland III - Tjeckoslovakien I 32:3 - Österrike II - Österrike III 31:12 - Österrike II - Tyskland II 18:13 - Österrike II - Tyskland I 11:16 - Österrike II - Tjeckoslovakien I 23:6 - Österrike II - Tjeckoslovakien II 20:14 - Tyskland II - Tjeckoslovakien II 34:5 | - Tyskland II - Österrike III 8:19 - Tyskland II - Tjeckoslovakien I 27:7 - Tyskland II - Tyskland I 11:22 - Tjeckoslovakien I - Tjeckoslovakien II 29:8 - Tjeckoslovakien I - Österrike III 27:12 - Tjeckoslovakien I - Tyskland I 16:6 - Tyskland I - Tjeckoslovakien II 30:13 - Tyskland I - Österrike III 3:32 - Österrike III - Tjeckoslovakien II 28:5 |